# Chicago Street Course
Der Chicago Street Course ist eine temporäre Motorsport-Rennstrecke in Chicago. Der Stadtkurs ist der erste in der Geschichte der NASCAR der für Rennen der NASCAR Cup Series verwendet wird.

## Geschichte

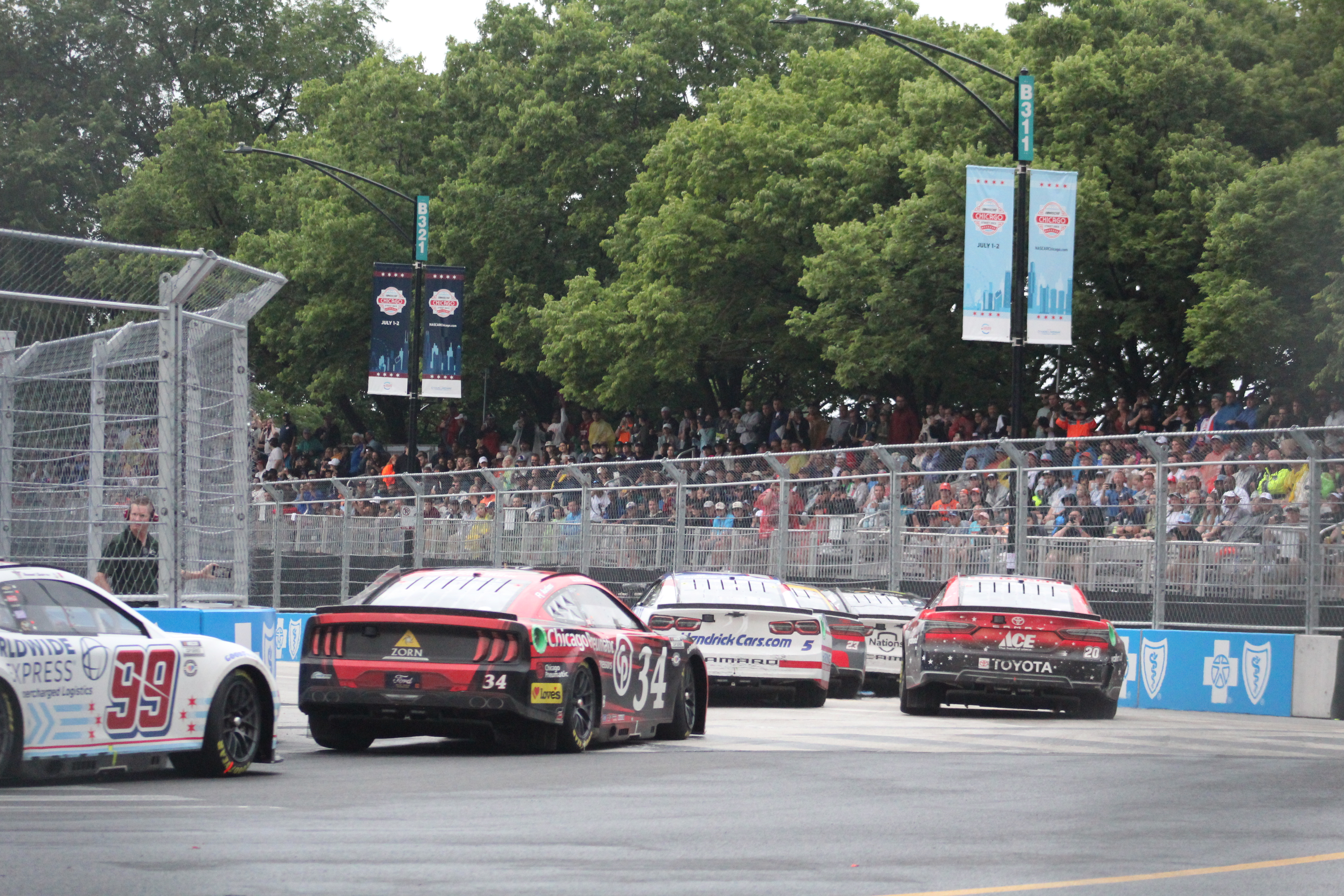
Turn 1 des Chicago Street Circuit

Bereits in den 1980er Jahren war die Errichtung eines Stadtkurses in Chicago für ein Rennen der CART-Meisterschaft ein Thema, das Projekt scheiterte jedoch an dem Widerstand der Einwohner.
Ab 2020 wurde bekannt, dass das letzte Rennen der virtuellen eNASCAR iRacing Pro Invitational Series auf einem computergenerierten Stadtkurs in Chicago stattfinden würde. Nach dem virtuellen Rennen wurde seitens der NASCAR bestätigt, dass die Rennstrecke auch in der Realität existieren sollte. Das Grant Park 220 wurde daraufhin als Rennen vorgestellt, während das ursprünglich geplante IMSA SportsCar Championship-Rennen abgesagt wurde.
Die Rennstrecke wurde im Rahmen eines 3-Jahres-Vertrags zwischen NASCAR und der Stadt Chicago erstmals am Wochenende vom 1. und 2. Juli 2023 eröffnet und soll auch 2024 und 2025 Rennen beherbergen. Das Rennen ersetzte dabei die bislang in Elkhard Lake ausgefahrene Runde der Cup Series.

## Die Strecke

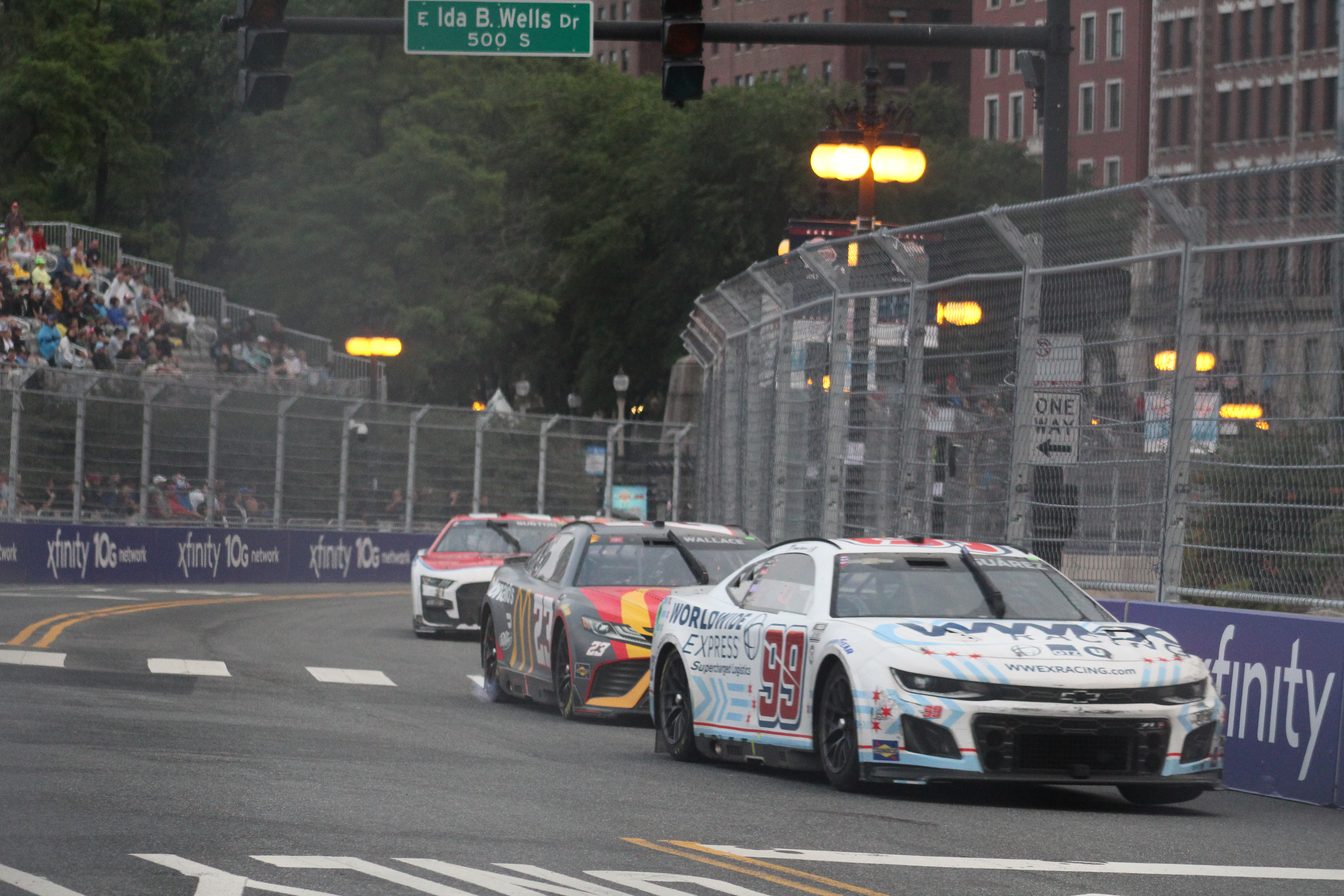
Rennszene in Turn 9 im Jahr 2023

Die Strecke ist eine 3,444 km lange Schleife durch den Grant Park, die am Columbus Drive vor dem Buckingham-Brunnen beginnt und endet und Teile des Columbus Drive, Balbo Drive, Lake Shore Drive, Roosevelt Road, Michigan Avenue, Congress Plaza Drive und Jackson Drive umfasst. Dabei führt sie auch am Soldier Field Stadium vorbei. Der Kurs besteht aus insgesamt 12 Kurven und zwei Brücken, die die Gleise des Metra Electric District überqueren. Das Layout ähnelt der Version, die 2021 für die eNASCAR iRacing Pro Invitational Series verwendet wurde, mit kleinen Unterschieden in den Fahrspuren, die in den Kurven 4, 5, 10 und 11 verwendet werden.
Als Stadtkurs ist die Strecke eine temporäre Einrichtung entlang von Straßen, die normalerweise für den regulären Verkehr geöffnet sind. Die Straßen, auf denen die Rennstrecke verläuft, und auch angrenzende Straßen werden mehrere Tage vor den geplanten Rennen gesperrt, um die Installation der Rennstrecke zu ermöglichen. Die Straßen, die für die Rennstrecke gesperrt sind, werden innerhalb von zwei Wochen nach den Rennen wieder vollständig geöffnet. 

## Veranstaltungen
Im Juli 2023 wurde die Strecke mit einem Xfinity-Series-Rennen eröffnet, diese musste jedoch nach kurzer Zeit aufgrund des schlechten Wetters unterbrochen werden. Auch nach einer Verschiebung auf Sonntag wurde das Wetter nicht besser und letztlich wurde Cole Custer ohne Rennwiederaufnahme zum Sieger erklärt. Am Nachmittag wurde daraufhin das erste Rennen der NASCAR Cup Series dort veranstaltet. Shane van Gisbergen konnte sich dabei nach 75 Runden den Sieg sichern. 
2024 war Van Gisbergen erneut erfolgreich, jedoch dieses Mal als Sieger des Xfinity Rennens. Das Rennen der Cup Series gewann nach 58 Runden Chevy-Pilot Alex Bowman.